# Jindřich VIII. (Shakespeare)

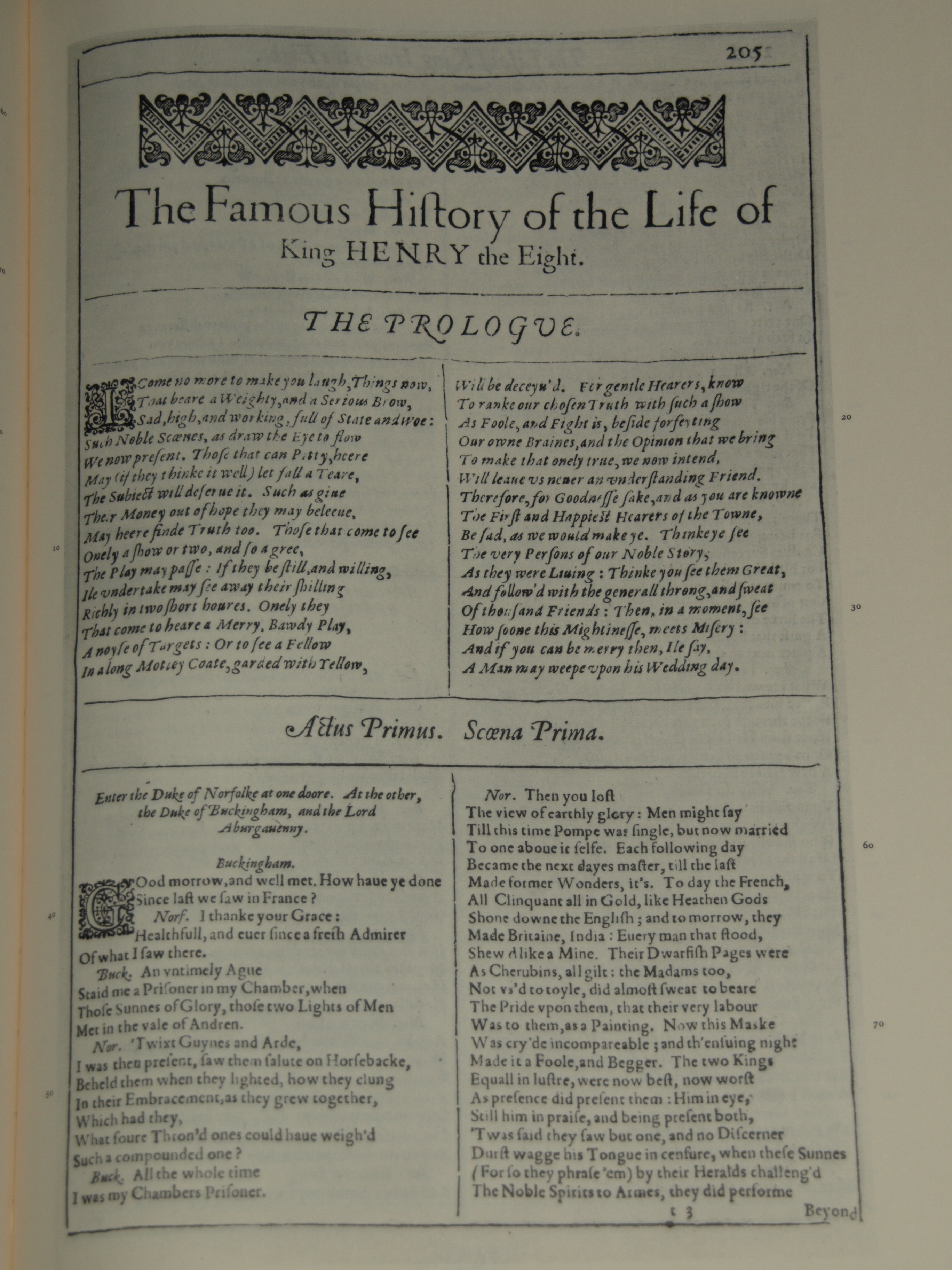
Faksimile první strany z vydání z roku 1623

Jindřich VIII. je historická hra anglického dramatika Williama Shakespeara, zřejmě také Johna Fletchera a dalšího neznámého spoluautora napsaná pravděpodobně v roce 1613. Hra vychází z událostí v životě anglického krále Jindřicha VIII. Tudora.
V soudobých záznamech je zaznamenán alternativní název All is True, název Jindřich VIII. se objevil až u vydání hry z roku 1623. Při představení této hry v roce 1613 vznikl požár, který zničil divadlo Globe.

## Postavy
- Jindřich VIII. Tudor, anglický král
- kardinál Thomas Wolsey
- kardinál Campeius
- Thomas Cranmer, arcibiskup canterburský
- Vévoda z Norfolku
- Vévoda z Buckinghamu
- Vévoda ze Suffolku
- Anna Boleynová
- Kateřina Aragonská
- Thomas Cromwell

## Děj hry
Norfolk, Buckingham a lord Abergavenny spolu mluví o moci a pýše kardinála Wolseyho. Wolsey poté na jevišti mluví o svých vlastních nepřátelských pocitech vůči Buckinghamovi. Později je Buckingham jeho přičiněním zajat a obviněn ze zrady.
Dozvídáme se, že Wolsey je oblíbenec krále Jindřicha, ale královna Kateřina ho obviňuje ze zněužívání daňového systému ve svůj prospěch a zpochybňuje zatčení Buckinghama. Na plese pořádaném Wolseyem král v přestrojení tančí s Annou Boleynovou.
Wolsey plánuje kroky proti královně Kateřině. Zároveň králi představuje kardinála Campeia a Gardinera; Campeius přišel jako soudce při procesu, který Wolsey připravuje pro Kateřinu. Anna Boleynová mluví se starou dámou a vyjadřuje sympatie s královninými potížemi. Poté je jí oznámeno, že král ji učinil markýzou z Pembroku. Stará dáma vtipkuje o tom, jak Anna stoupá v králově přízni.
Kateřina při slyšení před králem a dvořany obviňuje Wolseyho z politických machinací a odmítá zůstat. Král Wolseyho brání a tvrdí, že to byly jeho vlastní pochyby o legitimitě jejich manželství, které k procesu vedly. Campeius protestuje proti tomu, že by slyšení probíhalo v královnině nepřítomnosti. Wolsey a Campeius konfrontují Kateřinu mezi jejími dvorními dámami a Kateřina emotivně protestuje proti tomu, jak je s ní zacházeno.
Norfolk, Suffolk, Surrey a lord Chamberlain intrikují proti Wolseymu. Wolseyho dopisy papeži se dostanou do rukou králi. Ukazují, že Wolsey hraje dvojí hru - před papežem je proti plánovanému Jindřichovu rozvodu, ale před králem ho podporuje. Král vyjadřuje Wolseymu svou nelibost a Wolsey si poprvé uvědomuje, že odpadl z jeho přízně. Kardinál posílá pryč svého následovníka Cromwella, aby ho s sebou nestrhl dolů.
Cromwellova hvězda u dvora stoupá a intrikuje proti Cranmerovi, arcibiskupu canterburskému. Kateřina je nemocná a vidí tančící duchy. Navštěvuje ji kardinál Campeius a Kateřina vyjadřuje svou stálou loajalitu vůči Jindřichovi, i když se s ní rozvedl, a přeje nové královně Anně vše dobré. Král povolává nervózního Cranmera a vyjadřuje mu svou podporu. Anna Boleynová porodí dceru Alžbětu. Davy slaví princeznin křest, následují předpovědi o slavné vládě její a jejího nástupce.